# Jay Spearing
Jay Spearing (Wallasey, Merseyside, 25 de novembre del 1988), és un jugador de futbol i entrenador anglès. Actualment pertany al Liverpool, club on va formar-se, on forma part de l'staff del futbol base tot i seguir inscrit com a futbolista en actiu en l'equip reserva del club.

## Carrera esportiva
Va debutar amb el primer equip la temporada 2008-09. Va ser cedit al Leicester l'any següent i va tornar a Liverpool per disputar la temporada 2010-11. Va formar part de les files dels Reds fins a la 2012-13, quan va sortir cedit al Bolton Wanderers. Després d'un gran any al club de Horwich, en el qual va ser nomenat futbolista de l'any, els Wanderers van oficialitzar la compra del jugador. Va formar part de l'equip fins a l'estiu de 2017 (amb una breu cessió per mitja temporada als Blackburn Rovers, en la 2014-15).
Spearing va unir-se al Blackpool de la League One en la temporada 2017-18 i s'hi va estar tres anys, quan va passar al Tranmere Rovers de la League Two. L'estiu de 2022 va tornar a Liverpool, on és l'entrenador de l'equip sub-18, mentre conserva fitxa de jugador en l'equip reserva.